# Méthode du consensus

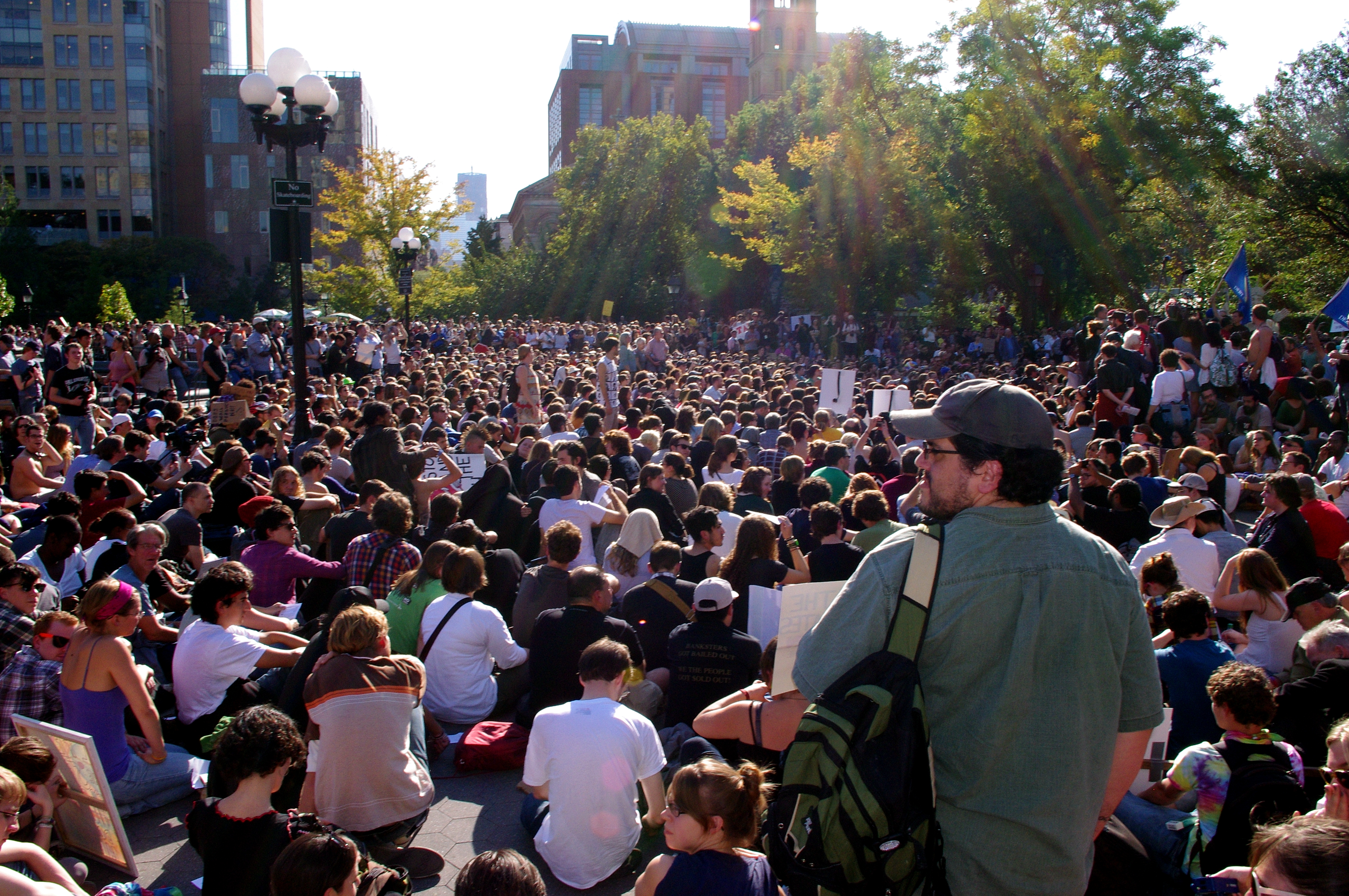
Le mouvement Occupy Wall Street Washington Square Park 2011 qui emploie la méthode du consensus

Dans le monde politique et technique et dans les groupes, tout ou partie des acteurs ont souvent besoin d'appuyer leurs choix et décisions stratégiques sur des « preuves » rationnelles et scientifiques. 
Or ils sont souvent confrontés à des incertitudes. 
Pour réduire cette incertitude diverses méthodes ont été au cours du XXe siècle élaborées et affinées, dont les conférences de consensus qui aboutissent parfois à des résultats provisoires mais plus ou moins relativement consensuels. 
C'est un des moyens de résolution non violente de conflits.
Des niveaux (ou « grades ») de fiabilité ou de certitude ont été proposés pour qualifier une assertion ou un projet.

## En France
L'Anaes, Agence nationale d'accréditation et d'évaluation en santé, a retenu en 2001 des « grades » permettant de définir le « niveau de preuves » des différentes études. Ainsi : 
- le grade A, preuve scientifique établie, est obtenu par les essais comparatifs randomisés de forte puissance, les méta-analyse d'essais comparatifs randomisés ainsi que par les analyses de décision frondées sur des études bien menées ;
- le grade B, présomption scientifique, vaut pour les essais comparatifs randomisés de faible puissance, les études comparatives non randomisées bien menées ainsi que pour les études de cohorte ;
- enfin, le grade C, faible niveau de preuve, vaut pour les études de cas témoins, les études comparatives comportant d'importants biais, les études rétrospectives et enfin les séries de cas.

### Exemple
La conférence de consensus n'est pas non plus une garantie de consensus totalement partagé. 
Ainsi en 2004, l'Inserm  a produit un rapport comparant psychothérapies familiales, cognitivo-comportementales et psychanalytiques brèves,. L'expertise utilise la technique de méta-analyses. D'après cette étude - et pour ne garder que les évaluations « avérées » (de grade A pour l'Anaes) : 
- la thérapie psychanalytique fait ses preuves pour ce qui concerne les troubles de la personnalité ;
- les thérapies familiales pour 5 troubles ;
- les TCC sont efficaces pour 15 troubles.

Cette étude a été très controversée car jugée partiale dans sa méthode par les psychanalystes qui réfutent la méthodologie d'évaluation inappropriée à leur pratique. Cette étude a, en effet, conclu au mieux à un faible et, le plus souvent, à l'absence de bénéfice de la cure analytique par rapport aux autres thérapies notamment cognitivo-comportementales.